# Vendobionten

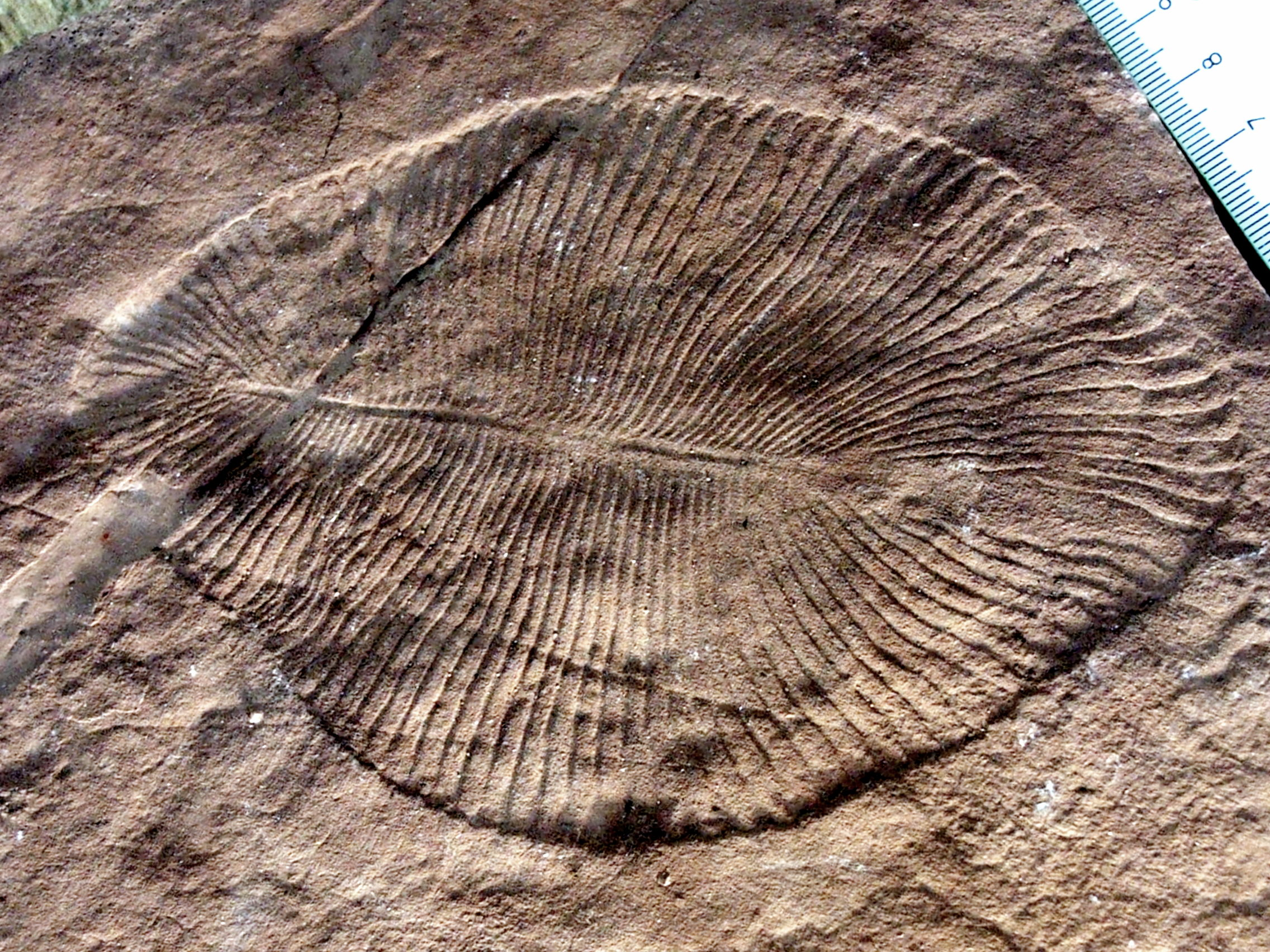
Dickinsonia, eine der von Seilacher als Vendobiont interpretierten Fossilgattungen der Ediacara-Fauna.

Vendobionten ist die Bezeichnung für eine hypothetische Organismengruppe riesenwüchsiger Einzeller, die im Erdzeitalter des Ediacariums (früher auch Vendium genannt) gelebt haben und den Großteil der Ediacara-Fossilfauna ausgemacht haben soll. Die entsprechend Vendobionten-Hypothese genannte Idee wurde vom deutschen  Paläontologen Adolf Seilacher formuliert.

## Merkmale
Die Vertreter der Ediacara-Fauna waren überwiegend flache Organismen mit einer fiedrigen Struktur, ihre fossilen Abdrücke erinnern an Farnwedel oder Fischfilets. Wenngleich sie nur wenige Millimeter dick waren, so konnten sie eine Länge von teilweise über einen Meter erreichen. Sie besaßen keine Hartteile, wie beispielsweise ein Skelett oder einen Panzer. Über ihren inneren und äußeren Aufbau gibt es zahlreiche Spekulationen. Häufig wird das Aussehen dieser Organismen mit dünnen flüssigkeitsgefüllten Luftmatratzen verglichen. Die fiedrige Struktur wird von den Anhängern der Vendobionten-Theorie als eine Kammerung angesehen, mit der die Organismen die Größenbeschränkung von einzelligen Lebewesen umgingen. Die Größe und Kammerung würde es dann erfordern, dass die Versorgung des Zytoplasmas mit genetischer Information von mehreren im Plasma verteilten Zellkernen aus erfolgte wie bei anderen vielkernigen Einzellern. Rezente Verbände mit ungeteiltem, nicht durch Zellmembranen gegliedertem Zytoplasma und zahlreichen Zellkernen werden als Syncytium bezeichnet.

## Lebensweise
Über die Lebensweise der Vendobionten gibt es nur wenige Hinweise. Aus einem weitgehenden Mangel an fossilen Bewegungsspuren wurde geschlossen, dass die meisten ihrer Vertreter immobil waren. Vermutlich weideten bewegliche Vertreter über den zur damaligen Zeit auf dem Meeresgrund verbreiteten Rasen aus Mikroorganismen (Biomatte) und verdauten diesen. Für die immobilen Formen, insbesondere die im Substrat verankerten, im Leben aufrecht stehenden „Farnwedel“-Organismen wird oft eine Aufnahme gelöster organischer Moleküle aus dem Meerwasser (Osmotrophie) angenommen, auch eine symbiotische Lebensweise mit Mikroorganismen wird diskutiert. Aus dem Fehlen von Bissspuren an Fossilien des Ediacariums wurde geschlossen, dass die Vendobionten weder Prädatoren waren noch diesen ausgesetzt waren.
Ihr praktisch vollständiges Verschwinden zu Beginn des Kambriums gibt den Forschern viele Rätsel auf. Möglicherweise wurden sie leichte Opfer der ersten Beutejäger. Ihre Lebensgrundlage, die Biomatte, wurde möglicherweise auch von Organismen, welche in den Weichsubstraten des Meeresgrund wühlten oder dort Baue anlegten, zerstört.

## Systematik
Die systematische Einordnung der als Vendobioten bezeichneten Organismen ist unsicher und wird kontrovers diskutiert. Von einigen Paläontologen wird bezweifelt, dass die Organismen mit heutigen Lebewesen verwandt sind, sie betrachten sie als ein ausgestorbenes Reich. Adolf Seilacher, der Schöpfer der Vendobionten-Hypothese, ordnete sie den Protozoen zu und bezeichnete sie als „einzellige Dinosaurier“. Andere Wissenschaftler ordnen sie jedoch überwiegend dem Reich der Vielzelligen Tiere (Metazoa) zu. Basierend auf ihren Merkmalen wurden sie etwa mit Nesseltieren, Vielborstern  oder Strudelwürmern verglichen. Eine Zuordnung zum Tierstamm der Placozoen wird ebenfalls diskutiert. Im Fall der Zuordnung zu den Metazoa werden sie aber nicht mehr als Vendobionten bezeichnet.
Auch eine Zuordnung zu anderen Reichen der Lebewesen wurde diskutiert. Möglicherweise waren sie Pilze, die optional unter Symbiose mit Photosynthese betreibenden Mikroorganismen als Flechten lebten.
Den Vendobionten wurden unter anderem folgende Gattungen zugeordnet:
- Charnia
- Charniodiscus
- Dickinsonia
- Ernietta
- Glaessneria
- Paracharnia
- Phyllozoon
- Protechiurus
- Pteridinium
- Rangea
- Spriggina
- Yorgia

## Entdeckungsgeschichte
Die Entdeckung der Ediacara-Fauna geht auf den australischen Geologen Reginald Claude Sprigg zurück. Bei Exkursionen in den Ediacara-Hügeln nördlich der australischen Stadt Adelaide entdeckte er Fossilien einzigartiger urzeitlicher Weichkörperorganismen, die er zunächst in das frühe Kambrium datierte. Der Begriff „Vendobionten“ geht im Wesentlichen auf den deutschen Geologen Adolf Seilacher zurück, der zunächst diese Lebewesen zu einem eigenen Reich („Vendozoa“) und später zu einem eigenen Tierstamm zusammenfasste.